# Umehara Sueji
Umehara Sueji (japanisch 梅原 末治; * 13. August 1893 in Ōsaka; † 18. Februar 1983) war ein japanischer Archäologe, dessen Forschungsschwerpunkt chinesische Bronzen waren.

## Biographie
Umehara Sueji schloss 1913 die Dōshisha-Allgemeinschule (同志社普通学校, Dōshisha Futsū Gakkō) ab. Danach studierte er ab 1914 an der Kaiserlichen Universität Kyōto.
Er fand eine Anstellung als Assistent am archäologischen Museum der Universität Kyōto. Dort spezialisierte er sich auf asiatische Bronzen und Grabstätten der Kofun-Zeit (ca. 300–710). Seit 1921 gehörte er dem Komitee zur Erforschung von Fundplätzen im Generalgouvernement Korea (朝鮮総督府古跡調査委, Chōsen sōtoku-fu koseki chōsai) an.
Umehara, der gut Englisch sprach, bereiste 1925 bis 1929 Europa und Amerika zu Studienzwecken. Er wurde Mitglied der Akademie für orientalische Kultur (heute: Kyōto University Research Institute of Humanistic Studies), weiterhin später Ehrenmitglied der Kaiserlichen Anthropologischen Gesellschaft.
An der Universität Kyōto wurde er 1933 zum Assistenz-Professor berufen, die ordentliche Professur folgte im Juli 1939. Diese Position behielt er, bis er 1956 als Meiyo Kyōju in den Ruhestand ging. Er wurde 1962 mit dem Asahi-Preis ausgezeichnet.

## Schriften
Schriftenverzeichnis
- Umehara Sueji chosaku mokuroku. 1956 (jap.)

Auswahl vom Übersetzungen:
- Ancient sepulchre at Midzuo, Takashima-gun in the province of Omi. 1923 (mit Hamada Kōsaku)
- Auswahl der schönsten Funde aus alten Gräbern. Kyoto, 1936
- Studies of Noin-Ula finds in North Mongolia. Tokyo, 1960
- L'étude sur le miroir antérieur à la dynastie des “Han”. Kyoto, 1935